# Melissodes paulula
Melissodes paulula är en biart som beskrevs av Laberge 1961. Melissodes paulula ingår i släktet Melissodes och familjen långtungebin. Inga underarter finns listade i Catalogue of Life.